# M548
L'M548 è un veicolo logistico per la seconda linea degli eserciti, con una struttura derivata da quella dell'M113, entrato in linea nei primi anni '60 e prodotto poi largamente.
Già il fatto di essere 'parente' dell'M113 gli avrebbe dovuto garantire, come è stato, una larghissima diffusione a livello mondiale, grazie alla comunanza della logistica delle parti meccaniche.
Esso è poi un veicolo buono di suo, praticamente un autocarro leggero che però al posto delle ruote ha per l'appunto la meccanica cingolata dell'M113. Non è corazzato, normalmente, e spesso non ha nemmeno il tetto della cabina di guida metallico, serve normalmente per rifornimento munizioni e materiali vari inoltrandosi là dove un autocarro normale, non fosse altro perché non anfibio, non potrebbe andare. L'armamento basico, curiosamente, è lo stesso dell'M113, una Browning M2 da 12,7 mm, ed è sistemato sulla sommità della alta cabina di guida. È un armamento potente per un veicolo di seconda linea, ma il suo uso è assai pericoloso perché il servente non ha alcuna protezione nemmeno per la parte del corpo dentro la cabina.

## M548 armati: dai SAM alle atomiche

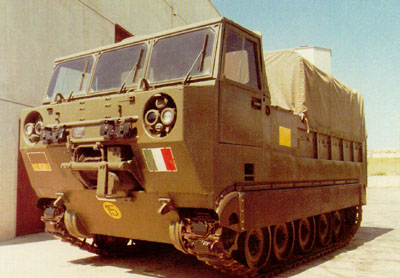
Un M548 in servizio nell'Esercito Italiano.

La sua versatilità lo ha trasformato in un mezzo da combattimento, con i missili AIM-9, diventando il sistema d'arma MIM-72 Chaparral, mentre la versione corazzata con 8 missili Rapier, sviluppata per lo Scià dell'Iran, sempre alla ricerca delle armi migliori, è entrata in servizio nel British Army in 64 esemplari, ciascuno con 8 missili (molto più piccoli di quelli del Chaparral). Addirittura, vi sono stati almeno 2 progetti, L'Eagle e uno svizzero, il GDF-CO2 con scafo dell'M548 allungato, corazzato, e dotato al posto del vano di carico di una torretta con 2 cannoni svizzeri GDF da 35 mm: praticamente una sorta di 'Gepard' economico. L'Eagle era stato progettato per l'infaticabile Scià, che voleva 2 mezzi antiaerei diversi ma sullo stesso scafo: caduta la sua dittatura, il contratto venne annullato, e il mezzo venne ignorato, concentrandosi invece sul fallimentare M247 DIVAD, che era un veicolo più ambizioso ma assolutamente inutilizzabile.
Ma l'esperienza dell'M548 armato ha visto anche altre armi a bordo: l'M548, già normalmente utilizzato per trainare le rampe triple dei missili antiaerei Raytheon MIM-23 Hawk, è stato anche provato come veicolo-rampa, una sorta di SA-6 Gainful, più veloce ma non protetto. L'esperimento, avvenuto durante gli anni '70, con un'operatività limitata, non ha avuto molto seguito ed è presto sparito dalla prima linea. Un M548 che non ha mancato di lasciare il segno è invece il modello che lanciava il missile tattico Lance, mentre un altro trasportava 2 missili di ricarica. Il lanciarazzi MLRS, invece, nonostante le apparenze, non è basato su meccanica M113/M548, ma su quella dell'M2 Bradley. Questo per via del peso, di ben 27 tonnellate, necessario per un veicolo con 12 razzi da 300 kg l'uno, rampa elevabile, e cabina corazzata.
Ricapitolando, l'M548, costoso per quanto riesce a trasportare rispetto agli autocarri ma dotato di maggiore mobilità, si può trovare:
- nelle batterie di semoventi come porta-munizioni per gli M109,
- in quelle Lance, con le varianti M667 (trasporto e lancio, prima versione) M752 (trasporto e lancio, seconda versione) e M688 (trasporto e carico di 2 missili),
- nelle batterie Hawk (solo uso sperimentale),
- in quelle Rapier,
- in quelle dei Chaparral
- come trattore d'artiglieria per mezzi trainati, anche se non frequentemente

ed esso è pure stato adattato a diversi tipi di radar di sorveglianza sul campo di battaglia con la variante M1015 ed altro ancora, inclusi dispensatori per campi minati.